# Santo contra los secuestradores
Santo contra los secuestradores est un film mexicain de 1972 de Federico Curiel. Il fait partie de la série des Santo, el enmascarado de plata.